# Chilenana similara
Chilenana similara är en insektsart som beskrevs av Delong och Freytag 1967. Chilenana similara ingår i släktet Chilenana och familjen dvärgstritar. Inga underarter finns listade i Catalogue of Life.